# 1962 год в авиации
Список событий в авиации в 1962 году.

## События
- 20 января — редкий случай, когда МиГ-17 остался практически целым после удара о землю в результате задевания крылом верхушки дерева.
- 30 мая — первый полёт истребителя-перехватчика Су-15.
- 13 июля — первый полёт экспериментального истребителя-перехватчика Е-8.
- 2 октября — начало пассажирских перевозок на Ту-124.
- 31 октября — начало эксплуатации самолёта Ан-24. Первый рейс выполнен по маршруту Киев — Херсон (Ан-24 СССР-46617)[1]
- 7 декабря — первый полёт французского тяжёлого многоцелевого вертолёта SA.321 Super-Frelon.

### Без точной даты
- Сформирована китайская пилотажная группа «1 августа».

### Авиационные происшествия
- 25 октября — Катастрофа Ту-104 в Шереметьево при облёте после технического обслуживания. В авиакатастрофе погибло 11 человек.

## Персоны

### Скончались
- 9 сентября — Владимир Яковлевич Климов, советский учёный в области авиационного моторостроения, конструктор авиационных двигателей, генерал-майор инженерно-технической службы (1944), академик АН СССР (1953). Дважды Герой Социалистического Труда (1940, 1957). Лауреат четырёх Сталинских премий (1941, 1943, 1946, 1949).